# Degerfors
Degerfors – miejscowość (tätort) w Szwecji, w regionie administracyjnym (län) Örebro. Siedziba władz (centralort) gminy Degerfors. 

## Charakterystyka
Miejscowość położona jest we wschodniej części prowincji historycznej (landskap) Värmland, ok. 10 km na południe od Karlskoga i drogi E18.
W Degerfors ma swoją siedzibę klub piłkarski Degerfors IF. Przy stadionie klubu (Stora Valla) znajduje się muzeum piłki nożnej (Degerfors Fotbollsmuseum).
W 2010 r. Degerfors liczył 7160 mieszkańców.